# رینگفورت
رینگفورت (به آلمانی: Ringfurth) یک منطقهٔ مسکونی در آلمان است که در تانگرهوته واقع شده‌است. رینگفورت ۳۱۴ نفر جمعیت دارد.